# Villedoux
Villedoux is een gemeente in het Franse departement Charente-Maritime (regio Nouvelle-Aquitaine). De plaats maakt deel uit van het arrondissement La Rochelle. Villedoux telde op 1 januari 2022 2.241 inwoners.

## Geografie
De oppervlakte van Villedoux bedroeg op 1 januari 2022 15,84 vierkante kilometer; de bevolkingsdichtheid was toen 141,5 inwoners per km².
De onderstaande kaart toont de ligging van Villedoux met de belangrijkste infrastructuur en aangrenzende gemeenten.

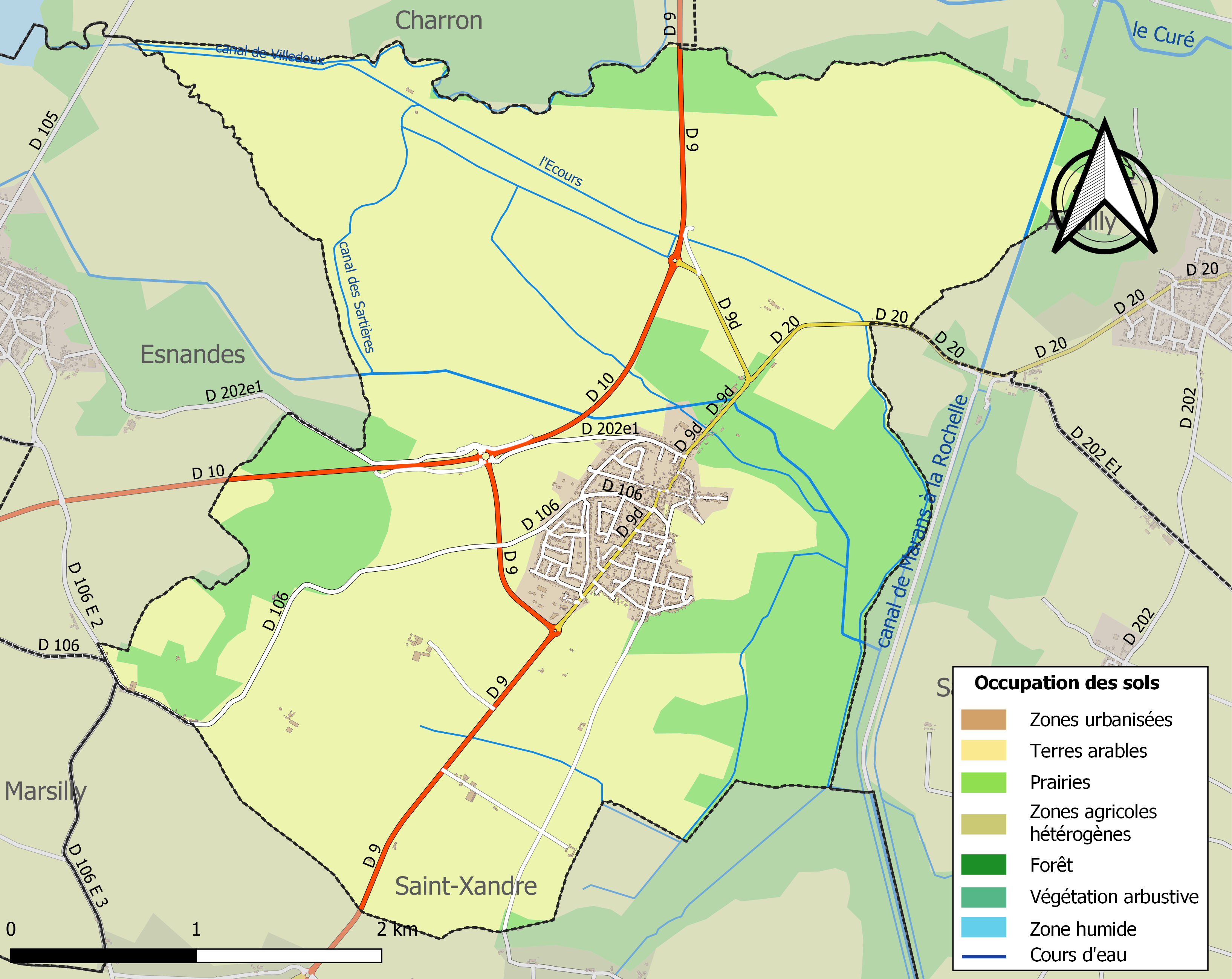

## Demografie
Onderstaande figuur toont het verloop van het inwonertal (bron: INSEE-tellingen).